# Ambroise de Loré
Pour les articles homonymes, voir Ambroise.

Blason d'Ambroise de Loré: Les armes de Loré portaient d'hermine à trois quintefeuilles de gueules.

Ambroise de Loré, (v.1395, Oisseau - 25 mai 1446, Paris), chevalier, compagnon d'armes de Jeanne d'Arc, Prévôt de Paris, de 1436 à 1446, est né vers 1395 au château de Loré.

## Origine et généalogie

### Origine
- Fils de Ambroise Ier de Loré[3] et Marie de Prez.  Son grand-père était Robert de Loré, chevalier.

La mère de Loré, Marie de Prez, était la fille bâtarde de Guillaume de Prez et de Thiphaine Arnoul, chambrière réputée facile de Pré-en-Pail. On peut soupçonner Ambroise Ier d'avoir, par ce mariage au-dessus de sa condition - car Guillaume de Prez était un grand personnage -, fait une bonne opération. C'est Guillaume de Prez qui marie lui-même Marie à Ambroise Ier.
Ambroise de Loré épousera Guillemette ou Guillemine de Courceriers, puis Catherine de Marcilly, baronne d'Ivry.

### Descendance
- De son mariage avec Guillemette de Courceriers, il a un fils, Ambroise III de Loré, seigneur de Loré à Oisseau en Mayenne, et une fille, Marie de Loré.
- De son second mariage avec Catherine de Marcilly, baronne d'Ivry, il a deux filles: Ambroisine de Loré, dame de Muessy, mariée à Robert VII d'Estouteville [4] et Jeanne de Loré, mariée à Jean de Sahurs, seigneur de Torbechet[5].

## Famille de Loré
Outre ses enfants, Ambroise de Loré est à l'origine de 4 principaux rameaux : 
- le dernier Loré fut Ambroise VIII de Loré époux de Marie de la Jaille; ils avaient eu 3 enfants dont une fille seule survécut ; elle épousa en 1630 un dénommé Milhot, secrétaire de la Chambre du Roi, dont la postérité releva le nom de Loré sous le règne de Louis XIV et transmit le prénom d'Ambroise, devenu traditionnel. Cette seconde famille habitait alternativement Paris et Toulouse. Les armes de Loré portaient d'hermine à trois quintefeuilles de gueules, et Ambroise, qualifié dans les chroniques d'écuyer, tenait son fief du comte, puis duc d'Alençon.

## Histoire

### Le parti des Armagnacs
Il participe à la bataille d'Azincourt en 1415. Il suit le parti des Armagnacs durant la guerre civile entre Armagnacs et Bourguignons et reste attaché au dauphin Charles. Après différents combats au Bas-Maine, autour du château de Courceriers, nous le trouvons à Paris au nombre des compagnons de Tanneguy III du Chastel, qu'il aide le 29 mai 1418 à soustraire le dauphin aux mains des Bourguignons, puis au poste du pont de Charenton, qu'il défend pendant que le dauphin se rend à Melun.

### Le retour dans le Maine
Les Anglais approchent et la situation devient critique : « Le roy d'Angleterre tousjours conquestoit et prenoit places, tant en la duché de Normandie qu'en la comté du Maine, et ne trouvoit aucune résistance, sinon d'aucuns gentilshommes de bonne volonté. Entre les autres y avoit un gentil escuyer nommé Ambroise de Lore, qui estoit dans le chastel de Courceries, et mettoit peine de trouver et attraper les Anglois. »
Rappelé dans le Maine, il s'empare de Fresnay-sur-Sarthe, dont il est fait capitaine du château en 1418, continue la lutte avec vigueur avec Guérin de Fontaine, sous le commandement du seigneur de Beauveau, gouverneur de l'Anjou et du Maine, et pendant dix ans mène une rude guerre de partisan qui ne laisse jamais l'Anglais en sécurité et qui réconforte les populations opprimées. Il perd Beaumont, Fresnay-sur-Sarthe le 19 avril 1420, est fait prisonnier près de Villaines-la-Juhel, se réfugie, à peine délivré, dans la forteresse de Sainte-Suzanne, participe à plusieurs batailles, mène sa troupe dans des chevauchées héroïques, préside à des combats singuliers. Le commandement de Sainte-Suzanne, « qui estoit la place la plus prochaine des frontières des Anglois », lui est donné en 1422 en remplacement de Pierre Hérisson.

### La lutte contre les Anglais: Prise du Mans et siège de Sainte-Suzanne
En 1422, avec le comte d'Aumale, le vicomte de Narbonne et le baron de Coulonches, il fait une campagne heureuse en Normandie. Deux combats sont livrés l'un au-delà de Bernay, l'autre au retour, sur la route de Mortagne. Loré est à l'avant-garde dans la marche en avant, à l'arrière-garde dans la retraite. 
Au mois de septembre 1423, c'est lui qui, averti par la duchesse d'Anjou que les Anglais vont passer sur les frontières du Maine avec un convoi de 1 200 bœufs et vaches enlevés des pâturages de l'Anjou, prévient le duc d'Aumale, prépare la bataille de la Brossinière et, le premier à l'escarmouche, décide la victoire par une attaque au flanc. 
Il reprend Nogent et la Ferté-Bernard en 1424. 
Mais pendant l'été de 1425, le 2 août son adversaire Thomas Montaigu, comte de Salisbury, comte du Perche et lieutenant-gouverneur de Normandie attaque Le Mans. L'historien anglais Desmond Seward le décrit comme « le commandant le plus distingué produit par l'Angleterre durant toute la guerre de Cent ans » ; il est, surtout, « après le roi Henri V, le premier commandant anglais expert en artillerie à poudre ».
Jean Chartier relate ainsi l'attaque : « La dicte cité du Mans ainssy prise comme dit est, ledit comte de Salbery vint mettre le siège devant ledit chastel et ville de Saincte-Suzanne au dit pays du Maine, desquez chastel et ville estoit capitaine, Messire Ambrois, sire de Loré. Et fist icelluy conte de Salbery asseoir et assortir neufs grosses bombardes et plusieurs gros canons et vouglaires, lesquelles bombardes et canons après huit ou dix jours commencèrent à tirer incessamment jour et nuit, et tellement qu'ilz abatirent les murs de ladite ville  plus loing que le trait d'un arc, et fist-on plusieurs saillies et escarmouches d'un costé et d'autre. Et  finalement fut contraint le dit chevallier et autres de la dite place de rendre iceulx chastel et ville au dit comte de Salbery,et perdirent iceulx chevalliers et ses compaignons tous leurs biens et leurs prisonniers, et s'en allèrent, après la dite place rendue, tous à pié. Et pour les fraiz du dit comte de Salbery, fut contrainct le dit chevallier à lui paier la somme de deux cent escuz d'or. »
Sainte-Suzanne est donc prise le 10 août et Loré, son gouverneur, prisonnier avec la garnison, paie 200 écus pour sa rançon, puis se retire à Sablé pour reprendre la lutte sans défaillance. La même année, Loré reprend le château de Malicorne. En 1426, Loré vient pourtant avec un détachement de 150 hommes jusqu'en vue de Sainte-Suzanne surprendre Henry Branch qu'il capture avec sa troupe entre les lieux-dits La Crousille et Ambriers ; et pousse même une pointe hardie jusque dans les faubourgs du Mans, qui tombent un instant entre ses mains. 
Quand le connétable Arthur de Richemont quitte le Maine pour aller à Châtellerault pendant l'automne de 1427, Loré a maintenant le commandement, où il soutient une première attaque de John Fastolf, et qui devient son centre d'opérations.
À Sainte-Suzanne, Ambroise de Loré avait pour compagnon d'armes Bertrand de la Ferrière , qui l'accompagnera aussi à la levée du siège d'Orléans. 
Le 25 septembre 1429, « par un exploit dont Laval devrait toujours se souvenir », dit l'abbé Angot, avec Raoul du Bouchet, Jean de Champchevrier, Jean de Villiers et une poignée de soldats guidés par le meunier des Trois-Moulins, Jean Fouquet, Bertrand de la Ferrière contribua à la reprise de Laval sur les Anglais.

### Siège d'Orléans
On signale ensuite sa présence à la cour dès la fin de mars ou, tout au plus tard, au début d'avril 1429. Le duc d'Alençon le rencontre près de la reine Yolande d'Anjou un jour qu'il vient s'entretenir avec cette princesse d'un convoi de vivres que l'on va diriger sur Orléans. Quand l'heure du départ fut venue, c'est sur lui que le dauphin jette les yeux pour conduire Jeanne d'Arc à Blois, où vont se concentrer les troupes. Il part ensuite pour rejoindre l'élite de la chevalerie française sous les murs d'Orléans. Il se distingue sous les yeux de Jeanne d'Arc et la suit à toutes les étapes glorieuses de la route de Reims, souvent à l'avant-garde et aux postes périlleux
C'est le 29 avril, au soir, que Jeanne d'Arc fit son entrée à Orléans, amenant un premier convoi. Les vivres, malgré ce secours, allaient manquer : on décida d'aller en chercher à Blois, et Loré fut chargé de cette mission périlleuse. Il revint à Orléans le 4 mai et fut assez heureux pour introduire, dans la ville, vivres et troupes, sans combat, sous les yeux de l'ennemi. Il fit donc partie des troupes qui accompagnent Jeanne d'Arc depuis Blois où il a contribué à organiser le convoi de ravitaillement pour Orléans. 
Le même jour avait lieu la bataille et la prise de la bastille de Saint-Loup. Le 6 mai 1429, il participe avec fougue à l'assaut de la bastille des Augustins. Le 7, c'était la bastille des Tournelles que Jeanne d'Arc enlevait de vive force ; le 8, les Anglais déconcertés battaient en retraite. Loré prit part à tous les assauts.
Après la levée du siège d'Orléans, Jeanne d'Arc veut savoir dans quelle direction se replient les différents corps de l'armée anglaise : c'est Loré et de La Hire qu'elle détache en éclaireurs, avec une centaine de cavaliers, pour suivre et observer l'ennemi pendant près de huit lieues.

### Le sacre de Charles VII

Batailles et opérations majeures en France entre 1415 et 1453.

Ambroise de Loré, donne à l'avant-garde à Jargeau, à Meung-sur-Loire, à Beaugency. À la bataille de Patay le 18 juin 1429, il commande avec Étienne de Vignolles dit La Hire et Jean Poton de Xaintrailles les 1 500 cavaliers, qui tombant à l'improviste sur plus de 4 000 Anglais retranchés derrière de lourds pieux ferrés, jettent dans leurs rangs un tel émoi et un tel désordre que les Anglais ne peuvent plus entendre à eux ordonner et mettre en bataille.
Dans la marche sur Reims, il apparaît toujours en première ligne. Il reçoit de Charles VII le commandement des troupes restées en camp lors de la capitulation de Troyes.
Après le sacre du roi Charles VII, il poursuit la campagne et on le retrouve à l'avant-garde lorsque l'armée royale se dirige tantôt vers la Loire et tantôt vers Paris.

### À l'avant-garde
Avec Xaintrailles et 20 cavaliers, à travers futaies, taillis et ravins, il suit, il épie tous les mouvements de l'armée de Jean de Lancastre, qui s'avance vers Senlis, puis va reporter au roi les précieuses indications qu'il a pu recueillir. En cette circonstance, il ne tint pas à lui que les Anglais ne fussent complètement écrasés au passage d'une rivière qu'ils ne pouvaient  traverser que deux à deux. Les Français ne pressèrent pas assez leur marche et ne purent pas profiter de l'occasion qui s'offrait (14 août 1429).

### Gouverneur de Lagny
Le 24 août, il rallie à Senlis Jeanne d'Arc et le duc d'Alençon, qui venaient de quitter Compiègne, sans l'agrément du roi, et se dirigeait avec eux vers Paris. Mais le 29 août, Lagny-sur-Marne, place de première importance, qui commande le passage de la Marne, ayant fait sa soumission à Charles VII, Ambroise de Loré y fut nommé gouverneur. Il s'y rendit aussitôt. Ambroise de Loré, qui avait été reçu à grande joie par les habitants de Lagny, se mit aussitôt en devoir de les défendre contre les attaques des Bourguignons et des Anglais. Le 13 septembre, il voit à Lagny passer les troupes royales qui abandonnaient le siège de Paris, pour se replier sur la Loire. 
En novembre, il forme le projet de s'emparer de Rouen. Il noua des relations avec un Rouennais Grandpierre, qui s'engagea à lui livrer une des portes de la ville. Ce coup de main pouvait avoir comme conséquence la capture de Jean de Lancastre, et le signal d'un soulèvement dans le Maine et la Normandie. Le plan échoua par suite des lenteurs du conseil royal.

### La forteresse de Saint-Céneri
Il est envoyé à la fin de décembre par le duc d'Alençon, qui l'a choisi comme maréchal, défendre la place de Saint-Céneri-le-Gérei contre laquelle les garnisons anglaises s'acharnent opiniâtrement. Lui-même y est investi ; mais, la nuit, il traverse les lignes ennemies et court à Chinon demander des secours au roi, puis revient chasser l'Anglais qui l'attend à peine. À 5 reprises, les Anglais viendront l'assiéger à Saint-Céneri. À la fin, en 1435, il ne faudra pas moins de 15 000 hommes pour avoir raison de sa résistance.
Encore à Saint-Céneri, on peut trouver une stèle à sa mémoire, à celle de son compagnon d'armes Jean Armange et à la mémoire des combattants de la guerre de 100 ans... monument unique en France.

### La lutte avec les Bretons
Le duc Jean II d'Alençon était entré en lutte avec le duc de Bretagne. Loré, qui commande à La Guerche, trouve moyen de ravitailler Pouancé assiégé par les Bretons, mais négocie entre les deux ducs et les réconcilie le 19 février 1432.
De Sablé, où il ne fait que passer, il se hâte d'accourir à Saint-Céneri-le-Gérei au secours d'Armange, son brave lieutenant, qui soutient un nouveau siège. Il campe à Vivoin (il capture Matthew Gough près de Vivoin en 1431) et une autre partie de la troupe de secours sur l'autre rive de la Sarthe. Les Anglais viennent les surprendre, ont d'abord le dessus. Loré est blessé, dégage, rallie son monde et remporte un avantage signalé et entre sans coup férir à Saint-Céneri, car les assiégeants ont décampé.

### Chevauchée et escarmouche
Il peut soigner en paix ses blessures, et quand il se sent remis en vigueur et en santé, il entreprend une de ses plus audacieuses chevauchées, à travers trente lieues de pays d'occupation anglaise. Une foire célèbre se tenait tous les ans dans les faubourgs de Caen, le jour de la Saint-Michel, 30 septembre. Loré trouve aussi plaisant que profitable d'aller y faire une razzia de provisions et de prisonniers. Il part avec sept cents hommes, traverse tout le pays sans donner l'éveil aux nombreuses garnisons, accomplit son coup de main avec un bonheur inouï et ramène trois mille prisonniers avec un butin immense. 
Ce sont alors des escarmouches sans fin entre Saint-Céneri, et Fresnay. Loré bat le comte d'Arundel à Gratiel. 
Les Anglais viennent le 1er mai 1433 planter par bravade un premier mai sous les murs de Saint-Céneri, mais les manceaux le reportent devant Fresnay, et Loré profite de l'incident pour amener les ennemis dans une embuscade où Ralph Hodeston, maréchal de Fresnay, est fait prisonnier et perd un grand nombre de ses hommes.

### La capture
Il est capturé en 1433 et échangé contre John Talbot. Saint-Céneri succombe pourtant cette même année 1433, entre le 5 septembre et le 26 novembre. La femme d'Ambroise de Loré était, dit-on, dans la place. On ne la retient pas prisonnière, car le 26 novembre elle obtient un sauf-conduit pour aller, à partir du 10 décembre, pendant trois mois, avec Jean de Cordon, son serviteur, quatre hommes, quatre femmes et deux pages, à Saint-Ceneri, La Ferté, Sablé, Château-Gontier, Beaumont, Sillé... voler, gibayer et chasser. Pareille liberté lui est accordée le 8 mai 1434 pour aller hors l'obéissance du duc de Bedford.

### Siège de Paris
En 1435, c'est Matthew Gough et sa troupe, se rendant au siège de Saint-Denis, qu'il défait de compte à demi avec le sire de Bueil. Appelé lui-même par le roi pour le siège de Paris, il se signale encore par son habileté et son courage, contribue efficacement au succès et reçoit du roi Charles VII, avec le titre de conseiller et de chambellan, la charge de prévôt de la capitale, en reconnaissance de ses éminents services.
Nommé prévôt de Paris, en 1436, après la libération de la capitale, il occupe ces fonctions durant dix ans. Il est présent en 1439 à la prise de Meaux, en 1441 à celle de Pontoise. Dans ces fonctions, Ambroise de Loré réprime les séditions et n'épargne pas les partisans des Anglais. Le prévôt ravitaille hardiment par la Seine les Français qui tenaient Pontoise assiégé, et contribue à sa prise le 17 septembre 1441.
Loré meurt à Paris dans ses fonctions de prévôt le 24 mai 1446.

## Tourisme
- La Route Ambroise-de-Loré relie des sites emblématiques d'Ambroise de Loré, sur les départements de la Mayenne, de l'Orne et de la Sarthe :
  - Assé-le-Boisne (Sarthe);
  - Saint-Céneri-le-Gérei (Orne);
  - Fresnay-sur-Sarthe (Sarthe);
  - Beaumont-sur-Sarthe et le Prieuré de Vivoin (Sarthe);
  - Sainte-Suzanne (Mayenne);